# Jesu syv ord på korset
Jesu syv ord på korset eller de syv korsord er en traditionel samling af syv korte fraser ytret af Jesus under korsfæstelsen, lige før han døde, samlet fra de fire evangelier. Fraserne indgår i en form for kristen meditation som særligt bruges i fastetiden, den stille uge og på langfredag.
| Udsagn                                                                                | Hentet fra                                       |
| ------------------------------------------------------------------------------------- | ------------------------------------------------ |
| "Fader, tilgiv dem, for de ved ikke, hvad de gør."                                    | Lukasevangeliet 23,34                            |
| "Sandelig siger jeg dig: I dag skal du være med mig i Paradis."                       | Lukasevangeliet 23,43                            |
| "Kvinde, dér er din søn. Dér er din mor."                                             | Johannesevangeliet 19,26-27                      |
| "Min Gud, min Gud! Hvorfor har du forladt mig?" På aramæisk Elí! Elí! lemá sabaktáni? | Matthæusevangeliet 27,46, Markusevangeliet 15,34 |
| "Jeg tørster."                                                                        | Johannesevangeliet 19,28                         |
| "Det er fuldbragt."                                                                   | Johannesevangeliet 19,30                         |
| "Fader, i dine hænder betror jeg min ånd."                                            | Lukasevangeliet 23,46                            |

Man kan ikke finde alle de syv udsagn i alle fire evangelier. Det tredje, femte og sjette findes kun hos Johannes, Lukas har med det første, andet og syvende, mens Matthæus og Markus kun har med det fjerde. Tallet syv har en symbolsk værdi i kristendommen, særligt som reference til skabelsen som ifølge Første Mosebog tog syv dage, og dette kan have en betydning for at man lavede denne sammensætning fra evangelierne.

## Tonesætning
Flere komponister har sat musik til ordene, blandt andre:
- Heinrich Schütz: Sieben Worte Jesu Christi am Kreuz, SWV 478 (1645)
- Joseph Haydn: Sieben letzten Worte unseres Erlösers am Kreuze for orkester (1787). Haydn skrev også versioner af dette værk for strygekvartet op. 51, for piano, og som oratorium (1795-96)
- Saverio Mercadante: The Seven Last Words of Our Savior, oratorium, (1838)
- César Franck: The Seven Last Words of Christ (on the Cross), (1859)
- Théodore Dubois: Les sept paroles du Christ, (1867)
- Sofia Gubaidulina: Sieben Worte Jesu am Kreuz for cello, bajan og strygere, (1982)
- James MacMillan: Seven Last Words from the Cross, kantate for kor og strygere, (1993)
- Ruth Zechlin: Die sieben letzten Worte Jesu am Kreuz for orgel, (1996)